# Glypta kozlovi
Glypta kozlovi är en stekelart som beskrevs av Kuslitzky 1976. Glypta kozlovi ingår i släktet Glypta och familjen brokparasitsteklar. Inga underarter finns listade i Catalogue of Life.